# Bróm-fluor-jód-klórmetán
A bróm-fluor-jód-klórmetán hipotetikus szerves vegyület, a metán halogénezett származéka, melyben mind a 4-féle halogén szubsztituens megtalálható.
A vegyület olyan metánmolekulának tekinthető, amelynek mind a négy hidrogénatomját különböző halogénatom helyettesíti. Mivel a molekula tükörképi párjai egymással nem hozhatók fedésbe, ezért két enantiomerje létezik. Mint az egyik legegyszerűbb ilyen molekula, gyakran a királis vegyületek prototípusaként említik.

## Fordítás
Ez a szócikk részben vagy egészben a Bromochlorofluoroiodomethane című angol Wikipédia-szócikk ezen változatának fordításán alapul.  Az eredeti cikk szerkesztőit annak laptörténete sorolja fel. Ez a jelzés csupán a megfogalmazás eredetét és a szerzői jogokat jelzi, nem szolgál a cikkben szereplő információk forrásmegjelöléseként.